# Maria Dulębianka
Maria Dulębianka (Cracovia, 21 de octubre de 1861-Leópolis, 7 de marzo de 1919) fue una artista y activista polaca, luchadora por el sufragio femenino y la educación superior para las mujeres.
Estudió arte en Varsovia, Viena y París. Dos de sus obras obtuvieron distinciones en la Exposición Universal de París de 1900. Muchas de sus pinturas eran retratos de su pareja, la poeta Maria Konopnicka. En 1908, Dulębianka se presentó por el Partido Agrario en las elecciones al Parlamento de Galitzia, pero la ley no se lo permitió por ser mujer. Cuando las mujeres polacas obtuvieron el voto en 1918, Dulębianka fue delegada del Gobierno Provisional. Murió de tifus, contraído mientras ayudaba a prisioneros en la guerra polaco-ucraniana de 1919.

## Trayectoria

### Años de formación
Maria Dulębianka nació el 21 de octubre de 1861 en Cracovia, perteneciente al Gran Ducado de Cracovia en el Imperio austríaco, siendo sus padres María de Wyczółkowscy y Henryk Dulęba. Su familia pertenecía a la nobleza terrateniente. Recibió lecciones privadas de arte de Jan Matejko hasta 1872. Al no ser admitida en la Academia de Bellas Artes de Cracovia por ser mujer, continuó sus estudios en la Escuela de Artes y Oficios de Viena, donde estudió con Leopold Horowitz.  
Tras dos años de estudio, se mudó a Varsovia, donde se formó con Wojciech Gerson, y en 1884, a París para formarse en la Academia Julian. En París, estudió con los pintores William-Adolphe Bouguereau, Carolus-Duran, Jean-Jacques Henner y Tony Robert-Fleury hasta 1886. La mayoría de las pinturas de Dulębianka eran retratos o escenas de mujeres y niños. Tras exponer en Cracovia, participó en exposiciones en Varsovia y más tarde en París.  

### Pintora y activista

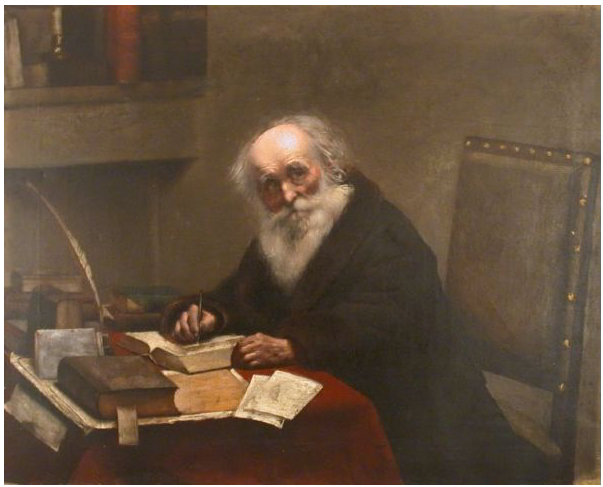
Uczony z księgą (Erudito y un libro) de Maria Dulębianka

Partidaria del sufragio femenino, abogó por que las mujeres fueran admitidas en la Academia de Bellas Artes de Cracovia ya en 1885.En 1887, regresó a Varsovia con la intención de abrir una escuela de arte para mujeres.  En 1889 conoció a Maria Konopnicka, madre de ocho hijos y escritora, que vivía de forma independiente y separada de su marido. Desde el momento de su encuentro, Konopnicka se convirtió en el tema principal de las pinturas de Dulębianka. Krzysztof Tomasik, que escribió sobre Dulębianka en Homobiografie (2008), afirmó que había tenido otras relaciones con mujeres y que la pareja tenía amigas que eran conocidas como lesbianas, aunque el término no fuera utilizado en ese momento.
Konopnicka se convirtió en una fuerte influencia para Dulębianka, quien se involucró cada vez más en proyectos sociales y activismo por los derechos de las mujeres. En 1890, abandonaron Varsovia y comenzaron a viajar. Visitaron Alemania, Italia, Francia y balnearios en Austria y las regiones checas del Imperio Austrohúngaro. Excepcionalmente regresaron a Polonia.   Viajaban en bicicleta llamando Dulębianka la atención por su forma de vestir. Usaba pantalones o una falda larga y recta; camisas con puños y corbatas; una levita y zapatos de tacón plano. También llevaba  el pelo corto y monóculo o gafas.    Konopnicka llamó a Dulębianka Piotrek o Pietrek y escribió a sus hijos sobre sus aventuras.  

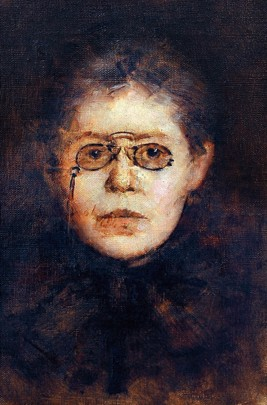
Retrato de María Konopnicka (1902)

Dulębianka siempre mantuvo un estudio para seguir pintando. Presentó sus obras en exposiciones y participó en eventos en Dresde, Kiev, Londres, Lviv, Munich, París y Praga  En 1900, en la Exposición de París, dos de sus pinturas, Na pokucie (Sobre la penitencia) y Sieroca dola (El destino del huérfano), fueron galardonadas y el Museo Nacional de Cracovia compró una tercera, Studium dziewczyny (Estudio de niñas), cuando aún estaba en la exposición.  
En 1897, Dulębianka presionó para que se creara un Gymnasium para mujeres en Lviv, que les permitiera acceder a la educación superior.  Publicó artículos en la revista feminista Ster publicada por Paulina Kuchalska-Reinschmidt. y trabajó como editora para Głos Kobiet y Kurier Lwowski. En 1901, pronunció una conferencia en Zakopane titulada Dlaczego ruch kobiecy rozwija się tak powoli? (¿Por qué el movimiento de mujeres se está desarrollando tan lentamente?). Al año siguiente, dio una charla sobre la actividad artística de las mujeres y en 1903 publicó el artículo O twórczości kobiet (Sobre la creatividad de las mujeres) en Głos Kobiet. También luchó por la admisión de mujeres en  la Escuela de Bellas Artes de Cracovia.
En 1902 se celebraron los 25 años de carrera de Konopnicka como escritora y el estado le regaló una casa en Żarnowiec. A partir de 1903, pasaron la primavera y el verano en la casa solariega, aunque continuaron viajando el resto del año.   Dulębianka comenzó a hacer campaña para que las mujeres obtuvieran el derecho al voto en Galitzia en 1907. Hizo hincapié en la ausencia de derechos políticos para las mujeres en la Filarmónica de Varsovia,  explicando que las mujeres sólo tenían poder notarial, pero no derechos reales activos o pasivos.  Al año siguiente hizo campaña como candidata del Partido Agrario al Parlamento de Galitzia. Con el apoyo del Comité Electoral Popular y del Club de Educación de Mujeres Progresistas, lanzó su campaña con un discurso preelectoral sobre el ideal de igualdad. Su escrito, Polityczne stanowisko kobiety (La postura política de la mujer), criticaba a los partidos políticos por ignorar a las mujeres y complacer los caprichos de la opinión pública, generando apoyo con agendas clasistas y nacionalistas.  Aunque recibió 511 votos de votantes masculinos, su nombre fue eliminado de la lista de votación ya que las mujeres no podían ser elegidas para el Parlamento y los votos de sus partidarios fueron nulos.
En 1909, Dulębianka habló en nombre del Stronnictwo Jutra (Partido del Mañana), esbozando una plataforma que exigía la igualdad social, la independencia polaca y la cooperación de polacos y ucranianos. Cuando la salud de Konopnicka comenzó a deteriorarse en 1910, la pareja se mudó permanentemente a Lviv, donde recibió tratamiento. Konopnicka murió el 8 de octubre de 1910 y Dulębianka organizó un funeral multitudinario.
En 1911, fundó el Comité Electoral de Mujeres para presionar por la inclusión de las mujeres en el Ayuntamiento de Lviv  y habló sobre la anexión de Chełmszczyzna por el Imperio ruso. Continuando con su trabajo para garantizar los derechos y ayudar a los pobres, Dulębianka fundó la Związek Uprawnienia Kobiet (Unión de Derechos de las Mujeres), la Liga Mężczyzn dla Obrony Praw Kobiet (Liga de Hombres para la Defensa de los Derechos de las Mujeres) y el Komitet Obywatelskiej Pracy Kobiet (Comité de Trabajo cívico de la Mujer). Estableció cocinas para los pobres, guarderías infantiles y el Klub Uliczników (Club de Niños de la Calle), brindando ayuda a niños de la calle y huérfanos. En 1914, instó a apoyar a las fuerzas de Piłsudski, cuando Lviv estaba ocupada por el Ejército Imperial Ruso. Ella y el Comité brindaron ayuda a tropas y civiles mientras la ciudad estuvo bajo la autoridad rusa.
En 1918, cuando Polonia recuperó su independencia, las mujeres obtuvieron  el derecho al voto. Dulębianka trabajó como delegada del Comité de Gobierno Provisional y fue elegida presidenta de la Liga de Mujeres.  Cuando estalló la guerra polaco-ucraniana en noviembre, se unió a la Cruz Roja polaca, organizó el servicio sanitario polaco y participó en la defensa de Lviv. Inicialmente trabajó como enfermera, pero dejó el puesto para servir como delegada. Organizó la ayuda para los soldados polacos internados en campos de prisioneros de guerra ucranianos. Dulębianka y dos trabajadores del hospital, viajaron en trenes irregulares, a pie y a caballo y caminaron a través de la nieve hasta el campamento de Mikulińce. Pero en el campo, contrajo el  tifus y regresaron a Lviv. Dulębianka murió el 7 de marzo de 1919 en Lviv y fue enterrada en la tumba de Konopnicka en el cementerio Lychakiv.

## Legado
Es reconocida por su trabajo pionero en materia de derechos de la mujer, por ayudar a lograr la admisión de mujeres en la Academia de Bellas Artes y por establecer la primera escuela secundaria para niñas en Lviv.   Su histórica campaña de 1908 se recuerda como un hito en la lucha por el sufragio femenino en Polonia.   En 2018 se estrenó la película Siłaczki, de Marta Dzido y Piotr Śliwowski. Describía la lucha de las mujeres polacas por conseguir la igualdad de derechos y Dulębianka fue interpretada por Maria Seweryn.